# Avengers: Infinity War
Avengers: Infinity War je americký akční film z roku 2018, který natočili bratři Russoové podle komiksů o Avengers. Jedná se o devatenáctý celovečerní snímek filmové série Marvel Cinematic Universe a pokračování filmů Avengers z roku 2012, Avengers: Age of Ultron z roku 2015 a Captain America: Občanská válka z roku 2016. V hlavních rolích se objevili Robert Downey Jr., Chris Hemsworth, Mark Ruffalo, Chris Evans, Scarlett Johansson, Benedict Cumberbatch, Don Cheadle, Tom Holland, Chadwick Boseman, Paul Bettany, Elizabeth Olsen, Anthony Mackie, Sebastian Stan, Danai Gurira, Letitia Wright, Dave Bautista, Zoe Saldana, Josh Brolin a Chris Pratt.
Světová premiéra proběhla 23. dubna 2018 v Dolby Theatre v Las Vegas. Do amerických kin byl film uveden 27. dubna 2018 v IMAXu a 3D. Pokračování Avengers: Endgame mělo premiéru 25. dubna 2019.

## Děj
Po získání Kamene moci z Xandaru, Thanos a Černý Řád, skupina Thanosových nejvěrnějších služebníků, přepadnou loď Ásgardu a vyvraždí všechny její pasažéry. Thanos po Lokim vyžaduje Teserakt, v němž je Kámen prostoru. Poté, co Thanos začne mučit Thora, Loki neochotně Teserakt vydá. Vzápětí je Thanos napaden Hulkem, kterého však bez námahy porazí, Hulka následně přenese Heimdall pomoci Bifröstu na Zemi a je zabit. Loki se poté pokusí Thanose zabít, což mu nevyjde a Thanos Lokiho zabije, načež pověří Černý Řád získáním Kamenů nekonečna na Zemi a všichni opouští loď portálem.
Hulk přistane ve Svatyni v New Yorku. Znovu se změní na Bannera a upozorní Doctora Strange a Wonga, že Thanos přichází. Strange si poté dojde pro Tonyho Starka v době, kdy plánují s Pepper svatbu, a ve Svatyni jej seznamuje se situací. Vzápětí do New Yorku přiletí loď Černého Řádu s úmyslem získat Kámen času. Doctor Strange jej však odmítne vydat a začíná bitva, do které se připojí i Spider-Man. Nakonec je Doctor Strange omráčen a Iron Man i Spider-Man se dostanou na loď směřující do hlubokého vesmíru. Banner nachází telefon s Rogersovým číslem uvnitř, jemuž záhy volá.
Strážci galaxie zareagovali na nouzové volání a mezi vraky ásgardské lodi narazí na Thora, od kterého se dozví Thanosovy záměry. Thor, v obavě, že není dost silný Thanose porazit, vyráží společně s Grootem a Rocketem na Nidavellir – jeden z devíti světů – pro tvorbu nové Thorovy zbraně. Zbytek se vydává na Kdovíkde zabránit Thanosovi v získání Kamene reality, který zde byl Ásgarďany před lety ukryt do rukou Sběratele.
Mezitím ve Skotsku spolu potají žijí Wanda a Vision v naději, že budou moct žít spolu v klidu, pryč ode všeho. Jsou však napadeni dalšími členy Černého Řádu, kteří přišli pro Kámen mysli nacházející se ve Visionově hlavě. Při bitvě je Vision vážně zraněn, oba je nakonec včas zachrání Steve Rogers, Black Widow a Falcon. Všichni odlétají do sídla Avengers.
Na Kdovíde Strážci zastihnou Thanose, jak mučí Sběratele, aby mu prozradil, kde je Kámen reality. Gamoře se podaří Thanose probodnout nožem a Thanos umírá. Ukazuje se ale, že to byl pouze přelud, Thanos se už Kamene reality zmocnil a po zajmutí Gamory s ní opouští Kdovíkde.
Kapitán a spol. se v sídle Avengers připojí k Rhodeymu a Bannerovi. Tým si uvědomí, že Vision by mohl být schopen přežít i bez jeho Kamene, pokud by byl odstraněn bezpečně. Všichni tak vyráží do Wakandy s cílem vyoperovat Kámen mysli z Visionovy hlavy. Tam se připojí k Black Pantherovi, jeho armádě a Buckymu, který byl plně vyléčen a převzal od Wakanďanů přezdívku Bílý Vlk.
Na lodi Černého Řádu se Spider-Manovi a Iron Manovi podaří zachrání Doctora Strange. Loď je automaticky nasměrovaná na Titan – Thanosovu rodnou planetu. Doctor Strange neochotně souhlasí se Starkem, že bude lepší bojovat na Thanosově území, než riskovat boj na Zemi.
Gamora prozradí Thanosovi, a sice po mučení Nebuly, kde je ukryt poslední šestý Kámen – Kámen duše. Mezitím Thor, Rocket a Groot doráží na Nidavellir, kde Thor musí zažehnout jádro hvězdy, které napájí výheň, v níž s pomocí trpaslíka Eitriho vytvoří sekeru zvanou Hromovrah (Stormbreaker), se schopností vyvolat Bifröst a porazit Thanose.
Na Titanu se střetnou zbývající Strážci galaxie s Iron Manem, Spider-Manem a Doctorem Strangem. Po malé roztržce si obě skupiny vyjasní, že jsou na stejné straně. Doctor Strange nahlédne do budoucnosti a zjistí, že ze všech možných realit existuje pouze jedna, v níž Thanose porazí.
Thanos s Gamorou dorazí na planetu Vormir, kde jim Red Skull, jehož sem na konci prvního Captaina Americy přenesl Teserakt, a který se zde stal strážcem Kamene duše, sdělí, že pro získání Kamene musí dotyčný obětovat toho, kdo je mu nejvzácnější – duši za duši. Thanos v slzách obětuje Gamoru a získává tak Kámen duše.
Ve Wakandě se Shuri snaží Visionovi vyjmout Kámen mysli z hlavy bezpečně, aby ho to nezabilo. Wakanda je však napadena, a tak Black Panther, wakandská armáda a zbytek hrdinů bojují, aby se útočníci nezmocnili Visionova Kamene. Mezitím Thor s Rocketem na Nidavelliru úspěšně zprovozní výheň, Groot ze své ruky vytvoří rukojeť pro novou sekeru a všichni se díky Bifröstu připojují k bitvě ve Wakandě.
Thanos si přichází pro Strangeův Kámen času na Titan. Thanos vysvětlí, proč chce získat všechny Kameny nekonečna; podle něj je ve vesmíru příliš mnoho „hladových krků“ a málo přírodních zdrojů, takže chce vyhladit náhodnou polovinu všeho života ve vesmíru, aby zachránil tu druhou polovinu a dosáhl tak rovnováhy. Společnými silami bojují všichni proti Thanosovi, nakonec se Mantis málem podaří Thanose uspat, Star-Lord se však dozvídá o Gamořině smrti a v hněvu zmaří pokus o uspání. Thanos ovládne situaci a vrhne na hrdiny smršť meteorů. Tony je vážně zraněn a Doctor Strange, pod podmínkou, že Thanos Tonyho ušetří, vydává Thanosovi Kámen času.
Odstranění Visionova Kamene je ve Wakandě však přerušeno a Thanos si přichází pro poslední Kámen a poráží naše hrdiny bez sebemenší námahy. Aby se nedostal Kámen Thanosovi do rukou, Wanda je nucena jej zničit, přičemž se slzami v očích zabíjí i samotného Visiona. Thanos však s využitím Kamene času vrací Visiona zpátky a vyrve mu Kámen přímo z hlavy. Thanos nyní získal všechny Kameny. Thorovi se na poslední chvíli podaří zabodnout do Thanose svou sekeru, což však Thanos přežije a luskne prsty. Polovina všeho života ve vesmíru byla zabita. Tento masivní akt značně poškodí Thanosovu rukavici a samotného Thanose ponechává vážně raněného. Thanos portálem uniká pryč.
Polovina wakandské armády se začíná obracet v prach, poté i Bucky, Falcon, Groot, Wanda a Black Panther. Na Titanu začínají mizet Mantis, Drax, Star-Lord a Doctor Strange, který ještě před tím říká Tonymu, že „jinak to nešlo“. Poté se i Peter Parker začíná hroutit a se slzami v očích říká Tonymu, že nechce umřít, nakonec se i on obrací v prach v Tonyho náručí.
Nakonec vidíme Thanose, již vyléčeného, jak hledí na západ slunce s úsměvem ve tváři a svým konečně naplněným cílem.

### Potitulková scéna
V potitulkové scéně jedou Nick Fury s Marií Hillovou v automobilu skrz město, kde kolem nich postupně mizí lidé, včetně Marie. Fury stihne poslat tísňový signál na starý pager, načež se i on sám obrátí v prach. Na pageru se poté objeví hvězda na modročerveném pozadí.

## Obsazení
- Robert Downey Jr. (český dabing: Aleš Procházka) jako Tony Stark / Iron Man
- Chris Evans (český dabing: Libor Bouček) jako Steve Rogers / Kapitán Amerika
- Chris Hemsworth (český dabing: Jan Maxián) jako Thor
- Mark Ruffalo (český dabing: Pavel Šrom) jako Bruce Banner / Hulk
- Scarlett Johansson (český dabing: Jitka Moučková) jako Nataša Romanovová / Black Widow
- Benedict Cumberbatch (český dabing: Josef Pejchal) jako Dr. Stephen Strange
- Don Cheadle (český dabing: Jan Čenský) jako plukovník James „Rhodey“ Rhodes / War Machine
- Tom Holland (český dabing: Adam Mišík) jako Peter Parker / Spider-Man
- Anthony Mackie (český dabing: Michal Holán) jako Sam Wilson / Falcon
- Elizabeth Olsen (český dabing: Jitka Ježková) jako Wanda Maximovová / Scarlet Witch
- Paul Bettany (český dabing: Radek Valenta jako Vision
- Sebastian Stan (český dabing: Filip Jančík) jako Bucky Barnes / Bílý vlk
- Chadwick Boseman (český dabing: Michal Novotný) jako T'Challa / Black Panther
- Danai Gurira (český dabing: Sandra Pogodová) jako Okoye
- Letitia Wright (český dabing: Barbora Šedivá) jako Shuri
- Chris Pratt (český dabing: Roman Říčař) jako Peter Quill / Star-Lord
- Zoe Saldana (český dabing: Antonie Talacková) jako Gamora
- Dave Bautista (český dabing: Martin Zahálka) jako Drax Ničitel
- Vin Diesel (český dabing: Tomáš Bartůněk) jako Groot
- Bradley Cooper (český dabing: David Novotný) jako Rocket
- Pom Klementieff (český dabing: Ivana Korolová) jako Mantis
- Karen Gillan (český dabing: Adéla Pristálová jako Nebula
- Tom Hiddleston (český dabing: Lumír Olšovský) jako Loki
- Idris Elba (český dabing: David Suchařípa) jako Heimdall
- Benedict Wong (český dabing: Igor Bareš) jako Wong
- Gwyneth Paltrow (český dabing: Simona Vrbická) jako Virginia "Pepper" Pottsová
- Benicio del Toro (český dabing: Vladislav Beneš) jako Taneleer Tivan / Sběratel
- Josh Brolin (český dabing: Miroslav Etzler) jako Thanos
- Tom Vaughan-Lawlor jako Ebony Maw
- Michael James Shaw (český dabing: Ernesto Čekan) jako Corvus Glaive
- Carrie Coon (český dabing: Irena Máchová) jako Proxima Midnight
- Peter Dinklage (český dabing: Jiří Dvořák) jako Eitri
- Samuel L. Jackson (český dabing: Vladimír Kratina jako Nick Fury
- Cobie Smuldersová (český dabing: Tereza Chudobová) jako Maria Hillová

## Přijetí
Podle českého filmového kritika Kamila Fily film míří především na fanoušky znalé všech komiksových hrdinů ze světa studia Marvel, jimiž je vrchovatě naplněný. Snímek přeskakuje mezi komedií a dramatem, většinu času je však plný akce, což může diváky vyčerpat. A známé postavy v něm skutečně umírají. Podle Fily se tak celý film posouvá do nové podoby kinematografie. Podle recenzentky MF DNES Mirky Spáčilové Avengers: Infinity War „znamená pro fanoušky bezbřehou slast, pro zbytek světa vatu“, přitom jde jen o první polovinu dvoudílného finále, neboť následující film ze série Avengers byl ohlášen na jaro 2019. Podle Spáčilové jsou Avengers tradičně slabí v situacích jako „velebné projevy, osudová vyznání, milostná romantika a slzavé dojímání vůbec“, zato jim svědčí vtip, zosobněný kromě Iron Mana především postavami ze Strážců Galaxie. Akce je dle autorky „velkolepě umělá a uměle velkolepá“ a spolu s celkovým hodnocením 60 % Spáčilová dodává: „Jestli se v umění zdůrazňuje otázka míry, komiksové velkofilmy dávno žádnou míru neznají. Snad právě v tom někdo vidí jejich kouzlo.“
Na serveru Česko-Slovenské filmové databáze se první dny po premiéře držel snímek se svým hodnocením mezi deseti nejlépe hodnocenými filmy. Po čtvrt roce od uvedení do kin byl stále film mezi padesáti nejlépe hodnocenými filmy a s hodnotou 89 % také podle fanoušků nejlepším filmem z celého Marvel Cinematic Universe.